# Karl I. (Savoyen)

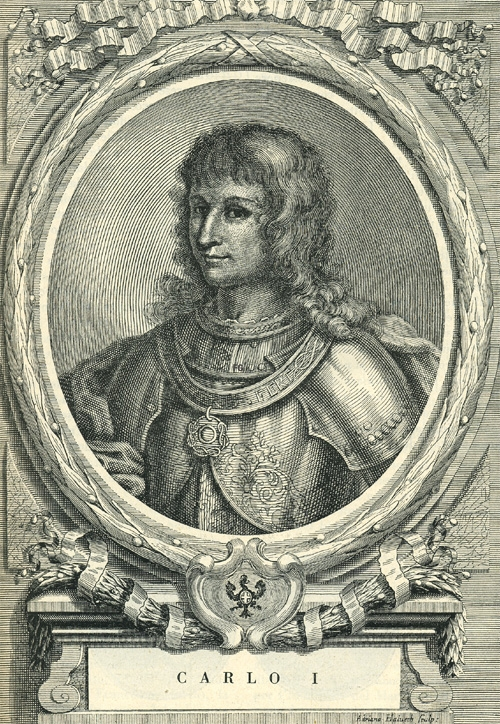
Karl I. von Savoyen
(Kupferstich um 1701)

Karl I., genannt der Kämpfer (* 29. März 1468 in Carignano; † 13. März 1490 in Pinerolo), war von 1482 bis 1490 Herzog von Savoyen.
Ebenso wie sein älterer Bruder und Amtsvorgänger Philibert I. war Karl, als er Herzog wurde, noch minderjährig. Der französische König Ludwig XI., durch seine Heirat mit Charlotte von Savoyen mit Karls Familie verwandt, machte seinen Einfluss geltend und sorgte dafür, dass Karl auf Château-Renaud in Frankreich vom Grafen von Dunois erzogen wurde. Karl erhielt so eine fundierte Ausbildung und sprach Latein und Griechisch. 
Kurz nachdem Karl Philibert auf den savoyischen Thron gefolgt war, starb sein Mentor Ludwig XI. im August 1483 und im November desselben Jahres wurde Karl, nun 15 Jahre alt, in Turin feierlich in seine Rechte eingesetzt. Der junge Herzog bewies frühzeitig einiges an Tatkraft, um sein Land, das in den Jahren zuvor in Auseinandersetzungen mit Burgund, den Eidgenossen und Mailand an Macht verloren hatte, wieder zu stärken. Zu seinem Kanzler ernannte er Antonio da Campione. Am 26. Februar 1485 trat ihm Charlotte von Zypern, die Witwe seines Onkels Ludwig, die Ansprüche auf den Thron Zyperns und damit den Titel „König von Zypern, Jerusalem und Armenien“ ab, der von nun an von den regierenden Herzögen von Savoyen und später Königen von Italien bis 1946 getragen werden wird. Im April 1485 heiratete er die vier Jahre jüngere Bianca von Montferrat, Tochter des Markgrafen Wilhelm X. aus dem Haus der Palaiologen. 
Im Innern setzte sich Karl gegen unbotmäßige Adlige durch, allen voran Claudio von Racconiggi, Marschall des Herzogs, den Karl nach einer Rebellion seiner Ämter und Würden enthob. Während Savoyen mit seinem östlichen Nachbarn Montferrat verbündet war, kam es mit dem im Westen zwischen Savoyen und Frankreich gelegenen Saluzzo unter Markgraf Ludwig II. (der mit Biancas Schwester Johanna verheiratet war) 1487 zum Krieg. Mit seinem Vormarsch gegen Carmagnola und Saluzzo zwang Karl Ludwig zur Unterwerfung, der seine Markgrafschaft zwar behielt, Karl aber Gefolgstreue schwor. Dadurch kam es zu Meinungsverschiedenheiten mit Frankreichs König Karl VIII., der ebenfalls die Lehnshoheit über Saluzzo beanspruchte. Ein Treffen zwischen König und Herzog in Tours zu dieser Frage endete ergebnislos; die Frage blieb zunächst offen, bis Saluzzo 1543 an Frankreich fiel. Karl kehrte schließlich an seinen Turiner Hof zurück, wo Bianca 1488 einen Sohn, den Thronfolger Karl Johann Amadeus zur Welt brachte. Der Herzog jedoch erkrankte bald darauf, wie es heißt an „Mattigkeit“, und starb 1490 kurz vor seinem 22. Geburtstag. 